# Strattonia
Strattonia — рід грибів родини Lasiosphaeriaceae. Назва вперше опублікована 1954 року.

## Класифікація
Згідно з базою MycoBank до роду Strattonia відносять 11 офіційно визнаних видів:
- Strattonia borealis
- Strattonia carbonaria
- Strattonia dissimilis
- Strattonia grandis
- Strattonia insignis
- Strattonia karachiensis
- Strattonia mesopotamica
- Strattonia minor
- Strattonia oblecythiformis
- Strattonia tetraspora
- Strattonia zopfii